# 홍천 물걸리 석조여래좌상
홍천 물걸리 석조여래좌상(洪川 物傑里 石造如來坐像)은 대한민국 강원특별자치도 홍천군 내촌면 물걸리, 대승사에 있는 고려시대 석조여래좌상이다. 1971년 7월 7일 대한민국의 보물 제541호로 지정되었다.